# ماركو ياكشيتش (لاعب كرة قدم)
ماركو ياكشيتش هو لاعب كرة قدم صربي في مركز الهجوم، ولد في 10 أغسطس 1983 في بلغراد في صربيا. لعب مع تيموك زاييتشار وراد بيوغراد ونادي الشباب ونادي روجومبيروك.

## وصلات خارجية
- ماركو ياكشيتش (لاعب كرة قدم) على موقع قاعدة بيانات كرة القدم.إي يو (الإنجليزية)
- ماركو ياكشيتش (لاعب كرة قدم) على موقع Soccerway.com (الإنجليزية)